# Supetarska Draga
Supetarska Draga – wieś w Chorwacji, w żupanii primorsko-gorskiej, w mieście Rab. W 2011 roku liczyła 1099 mieszkańców.